# Casa Senyorial de Bornsminde
La Casa Senyorial de Bornsminde (en letó: Bornsmindes muižas) és una casa senyorial a la històrica regió de Semigàlia, al Municipi de Rundāle de Letònia. Construït en l'últim quart del segle xvii, va canviar de propietari diverses vegades.
Era un edifici de pedra d'estil barroc que va ser construït en la ubicació actual al voltant del 1763. Entre 1805 i 1806 la casa va ser reconstruïda segons un projecte de l'arquitecte Pietro Poncino amb un estil classicista i amb dues plantes d'alçada. Al voltant de 1880 la mansió va ser novament reconstruïda amb una arquitectura neogòtica i una torre neorenaixentista. L'edifici va adquirir el seu aspecte actual durant el 1962 amb una nova reconstrucció, perdent la decoració de façanes i els elements d'acabat d'interiors del passat.